# Consell Regional de Xampanya-Ardenes

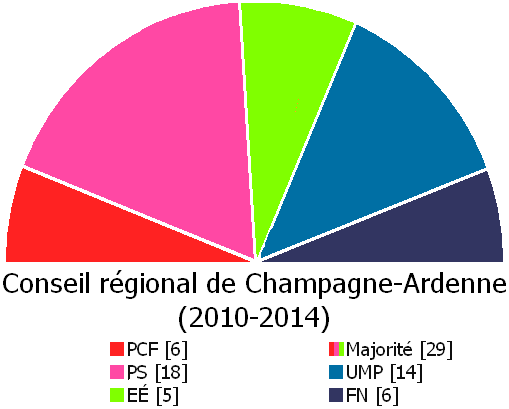
Composició del Consell Regional el 2010-2014

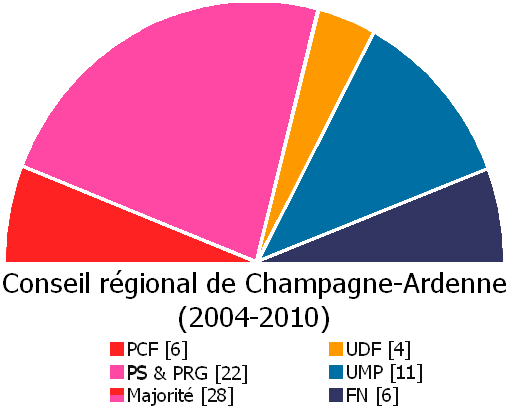
Composició del Consell Regional el 2004-2010

El Consell regional de Xampanya-Ardenes era l'assemblea elegida que dirigia la regió francesa de Xampanya-Ardenes. Estava format per 49 membres elegits cada sis anys. La seu era Châlons-en-Champagne. Va desaparèixer el 31 de desembre de 2015.

## Composició
- 11 consellers per Ardenes
- 11 consellers per l'Aube
- 20 consellers pel Marne
- 7 consellers per l'Alt Marne

## Presidents del Consell regional
- Jacques Sourdille (1974-1981)
- Bernard Stasi (1981-1988)
- Jean Kaltenbach (1988-1998)
- Jean-Claude Étienne (1998-2004)
- Jean-Paul Bachy (2004-2015)

## Composició política

### Eleccions de 2010
- Grup comunista: 6 consellers.
- Grup socialista: 18 consellers.
- Grup Europa Ecologia: 5 consellers.
- Grup UMP-Nou Centre: 14 consellers.
- Grup FN: 6 consellers.

### Eleccions de 2004
- Grup comunista: 6 consellers.
- Grup socialista/PRG: 22 consellers.
- Grup UMP: 11 consellers.
- Grup UDF després MoDem/Nou Centre: 4 consellers.
- Grup FN: 6 consellers.

### Eleccions de 1998
- LO: 1 conseller.
- Gauche plurielle: 17 consellers.
- CEI: 1 conseller.
- RPR - UDF: 20 consellers.
- CPNT: 1 conseller.
- FN: 9 consellers.

Fou elegit president Jean-Claude Étienne (RPR després UMP).

### Eleccions de 1992
- Gauche: 12 consellers.
- Les Verts: 2 consellers.
- GE: 2 consellers.
- Droite: 23 consellers.
- CPNT: 2 consellers.
- FN: 8 consellers.

Fou escollit cap del Consell Regional Jean Kaltenbach (RPR).

### Eleccions de 1986
- Gauche: 19 consellers.
- Droite: 23 consellers.
- FN: 5 consellers.

El president del consell regional fou Bernard Stasi (UDF-CDS) fins al 1988, substituït per Jean Kaltenbach (RPR).